# Täferrot
Täferrot ist eine Gemeinde in Baden-Württemberg und gehört zum Ostalbkreis.

## Geographie

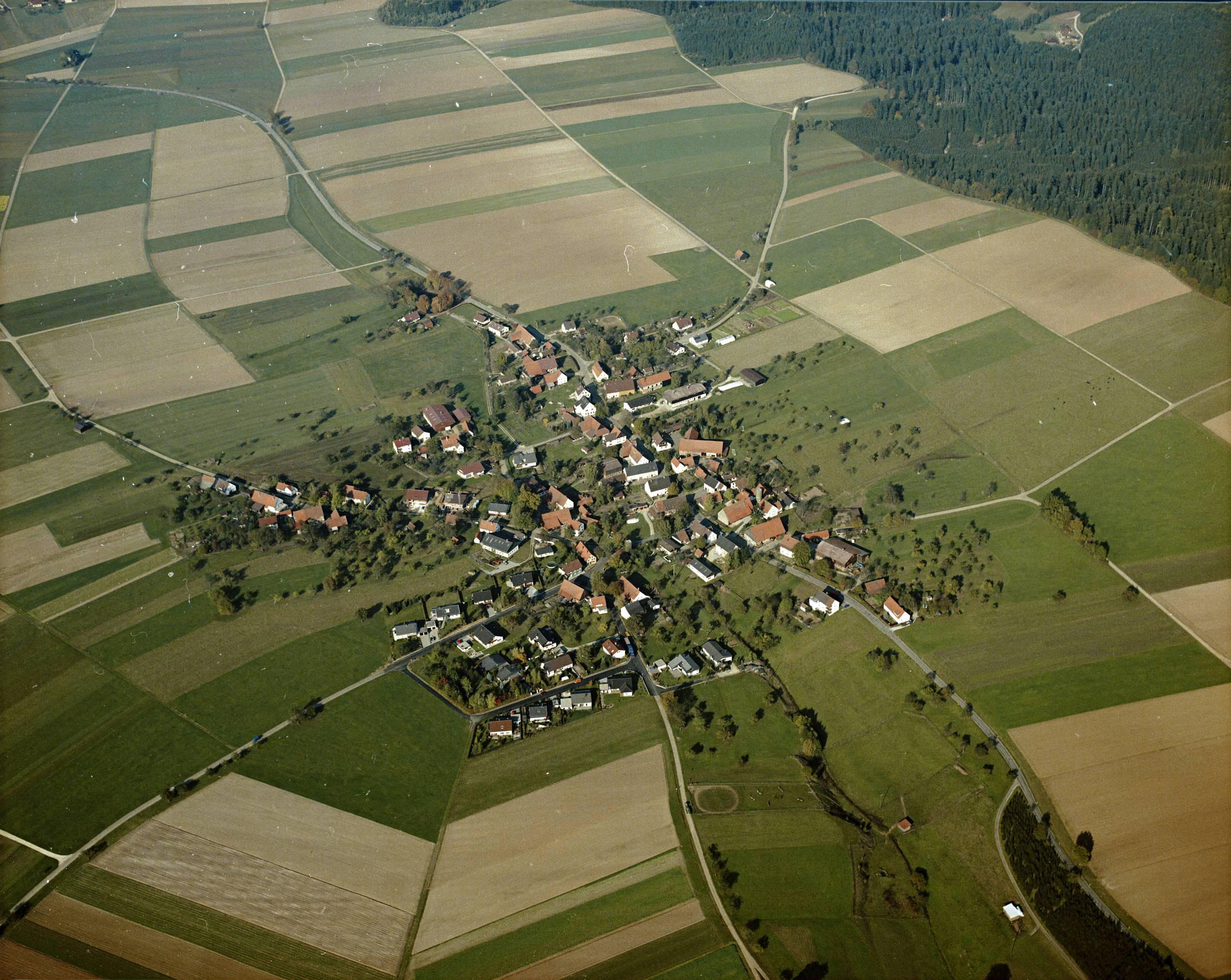
Utzstetten aus der Luft von Süden, 1983

### Geographische Lage
Täferrot liegt im oberen Leintal an der Mündung der Rot in die Lein, zwischen Welzheimer Wald und Frickenhofer Höhe, etwa 7 km nordöstlich von Schwäbisch Gmünd.

### Nachbargemeinden
Die Gemeinde grenzt im Norden an Ruppertshofen und Eschach, im Osten an Göggingen und Leinzell, im Südosten an Iggingen, im Süden an die Stadt Schwäbisch Gmünd und im Westen an Durlangen.

### Gemeindegliederung
Die Gemeinde besteht aus dem im Leintal gelegenen Hauptort Täferrot, den beiden auf Anhöhen gelegenen Weilern Tierhaupten und Utzstetten sowie den Gehöften Buchhof, Koppenkreut und der Rehnenmühle sowie der abgegangenen Ortschaft Mähderschafhaus.

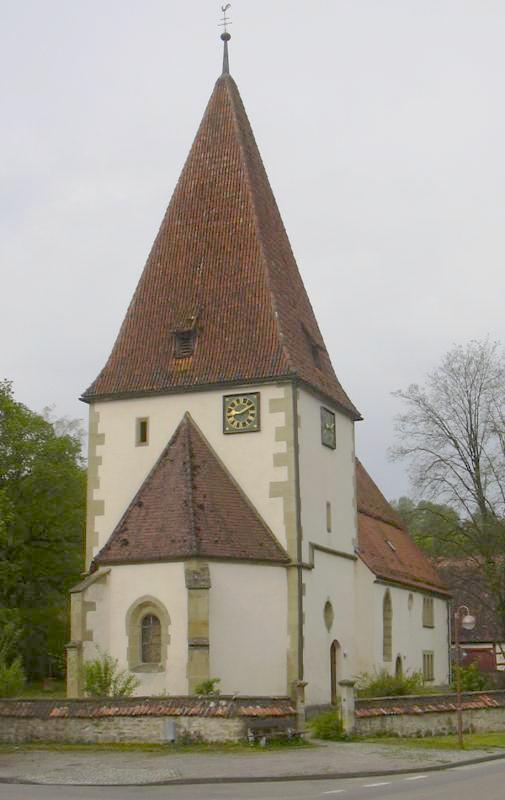
Pfarrkirche St. Afra

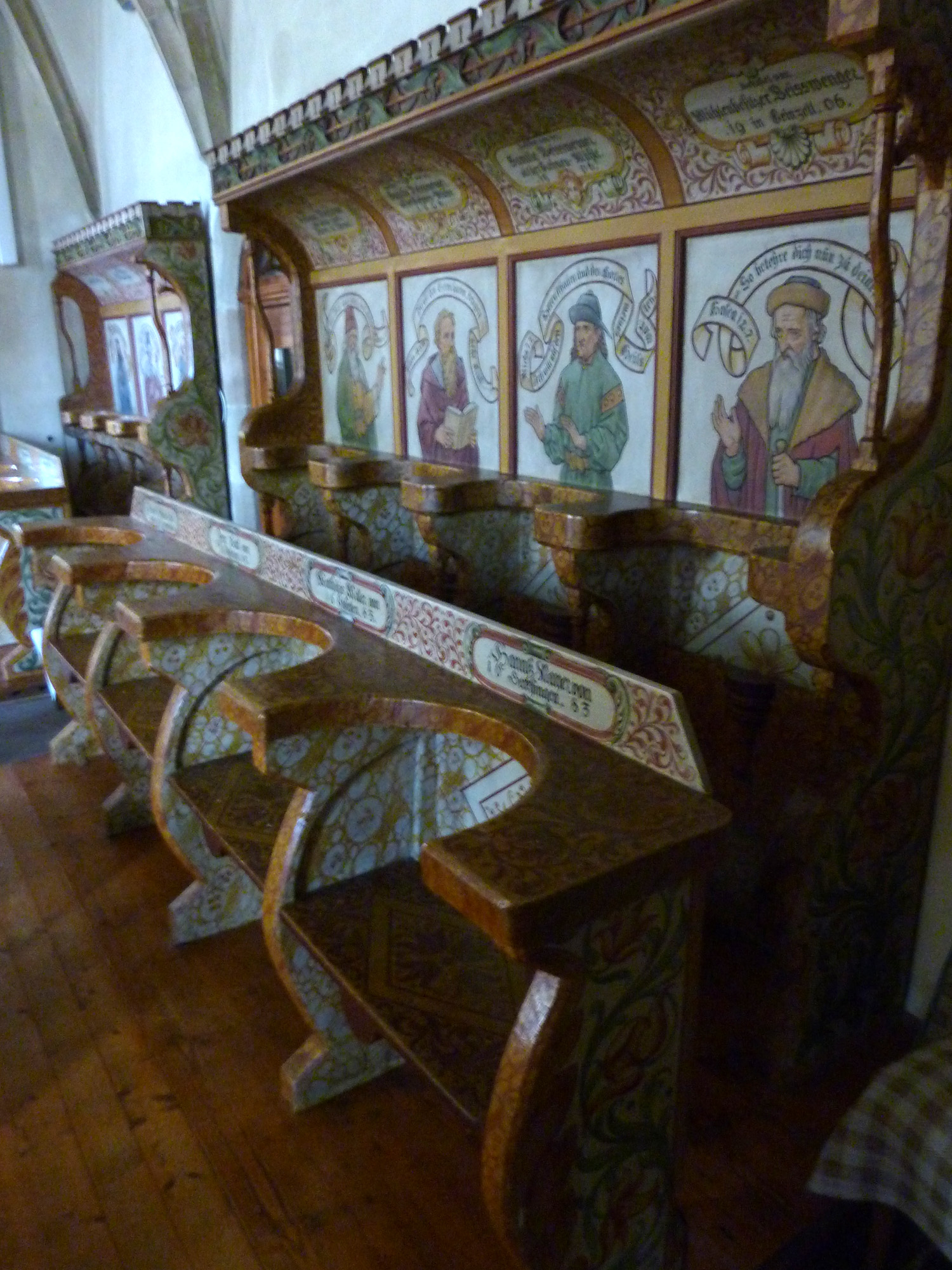
Chorgestühl vom Kloster Lorch in der Pfarrkirche St. Afra

### Flächenaufteilung
Nach Daten des Statistischen Landesamtes, Stand 2014.

## Geschichte

### Name
Der Ort trägt seinen Namen nach der Kirchenpatronin St. Afra. Der Ortsname hat sich mit der Zeit von Afrenrot über Dafrenrot und Tefferrot (1525) zu Täferrot entwickelt.

### Überblick
Täferrot ist zur Stauferzeit auf gerodetem Boden entstanden. 1293 als Roth erwähnt, wurde der Ort 1298 erstmals Afrenrot genannt. Zu dieser Zeit gehörte der Ort den Herren von Weinsberg, später den Herren von Rechberg. Diese veräußerten 1357 das Patronatsrecht und die Pfarrgüter an das Kloster Lorch. Mit der Auflösung des Klosters Lorch 1556, nach der Reformation, war Täferrot ein Teil des Herzogtums Württemberg. Der Teilort Tierhaupten wurde 1401 erstmals unter dem Namen Thierhäubten urkundlich erwähnt.
Unter Herzog Christoph von Württemberg wurde im Ort 1560 die erste Schule eingerichtet; sie war im Rathaus untergebracht. Auch im 1842 neu erbauten Rathaus waren Schulräume untergebracht.

### Verwaltungsgeschichte
Täferrot gehörte seit dem 16. Jahrhundert zum württembergischen Klosteramt Lorch. Als einer der wenigen altwürttembergischen Orte kam Täferrot nach der Gründung des Königreichs Württemberg zum neuen Oberamt Gmünd. Während der NS-Zeit in Württemberg wurde Täferrot 1938 dem Landkreis Schwäbisch Gmünd zugeordnet. Nach dem Zweiten Weltkrieg lag der Ort in der Amerikanischen Besatzungszone und somit im neu gegründeten Land Württemberg-Baden, das 1952 im jetzigen Bundesland Baden-Württemberg aufging. Bei der Kreisreform von 1973 kam die Gemeinde zum neuen Ostalbkreis.

## Religionen
Als in Württemberg im 16. Jahrhundert die Reformation eingeführt wurde, bekam auch Täferrot die neue evangelisch-lutherische Konfession. Auch heute gehört die St.-Afra-Kirche der Kirchengemeinde Täferrot der Evangelischen Landeskirche an. Die Kirchengemeinde wurde 1951 vom Kirchenbezirk Welzheim zum neuen Kirchenbezirk Schwäbisch Gmünd umgruppiert.
Die wenigen Katholiken werden von Durlangen und Leinzell aus betreut.

## Politik

### Verwaltungsverband
Die Gemeinde ist Mitglied des Gemeindeverwaltungsverbands Schwäbischer Wald mit Sitz in Mutlangen.

### Gemeinderat
Der Gemeinderat besteht aus acht Bürgern und dem Bürgermeister.

### Bürgermeister
- 1903 – 1937 Jakob Frank
- 1937 – November 1944 Georg Weller (zur Wehrmacht eingezogen)
- Mai 1945 – März 1946 kommissarisch Wilhelm Grau
- 1946 – 1948 Andreas Heinz
- 1948 – 1963 Georg Weller (bereits von 1937 bis 1944)
- 1963 – 1999 Werner Bruckmeier
- 1999 – 2015 Jochen Renner
- 2015 – 2019 Daniel Vogt
- seit 2019 Markus Bareis

Bei einer Wahlbeteiligung von 77,4 Prozent wurde Markus Bareis im Mai 2019 mit 50,6 Prozent der gültigen Stimmen zum neuen Bürgermeister ab Juli 2019 gewählt. Amtsvorgänger Daniel Vogt hatte sich nach vier Jahren im Amt im März 2019 in der Wahl des Bürgermeisters von Herbrechtingen durchgesetzt.

### Wappen
Das Wappen zeigt auf rotem Grund im oberen Teil eine stilisierte St. Afra inmitten von Flammen, da sie den Feuertod erlitten haben soll. Darunter ist in Weiß symbolisch der Zusammenfluss der Flüsse Rot und Lein in Form einer Deichsel dargestellt.

## Sehenswerte Bauwerke

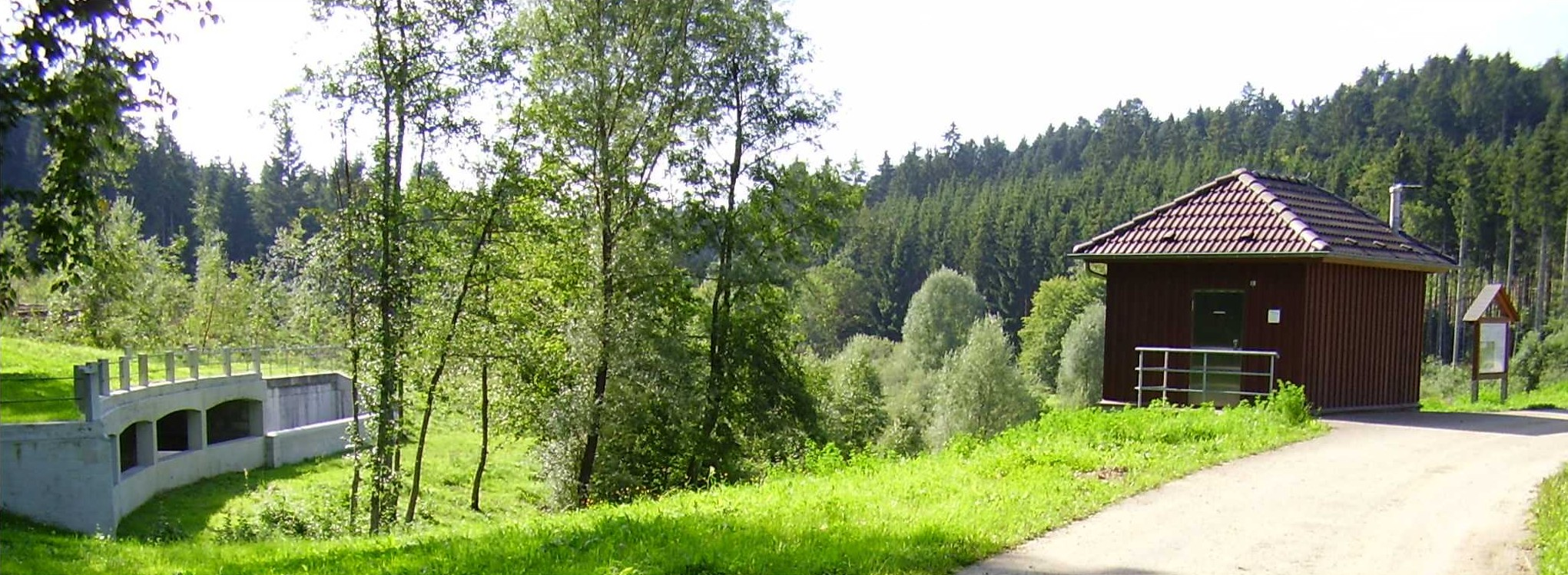
Rückhaltebecken Täferrot

- Die heute evangelische St.-Afra-Kirche wurde 1491 erbaut. Der Turm ist älter und stammt von einer Vorgängerkirche.
- Das Hochwasserrückhaltebecken Täferrot liegt an der Lein rund einen Kilometer oberhalb des Ortes, in südwestlicher Richtung. Zwischen dem Ortsteil Tierhaupten und Durlangen liegt das Hochwasserrückhaltebecken Rehnenmühle der Rot.

## Bildung
Der von der Gemeinde und betriebene Kindergarten wurde 2015 eingeweiht. Der Neubau löste den konfessionellen Kindergarten im Ortskern ab.
Die in den 1960ern erbaute Grundschule wurde 2014 konzeptionell zum Schulbauernhof umgewandelt und um 150 m² Hofgelände und Stallgebäude erweitert. Der Schulbauernhof ist Mitglied in der Bundesarbeitsgemeinschaft Lernort Bauernhof (BAGLoB). Die Schule,  Lehrer und der Schulförderverein wurde mehrfach für ihr Konzept und Arbeit ausgezeichnet.